# Panzerbüchse 38/39
Le Panzerbüchse 38 et le Panzerbüchse 39 (abrégés PzB38 et PzB39) sont des fusils antichar, utilisés par l’armée allemande au début de la Seconde Guerre mondiale. Le Panzerbüchse 39 est une version améliorée du Panzerbüchse 38.
En 1917, les Allemands mettent au point le premier fusil anti-char de l'histoire, le Mauser 1918 T-Gewehr. Cette arme ne donnant pas entière satisfaction, l'armée allemande souhaite se doter d'un nouveau modèle pendant l'Entre-deux-guerres. Celui-ci, disponible en 1938, est développé par l'ingénieur B. Brauer et porte l'appellation « Panzerbüchse 38 » (PzB 38).
Ce fusil anti-char fonctionne avec un système de culasse et mesure 161,5 cm de long pour une masse totale de 15,9 kg. Il tire une cartouche de 7,9 mm. Cependant, le PzB 38 s'enraye régulièrement et s'avère difficile à entretenir sur le terrain. Les Allemands cherchent à améliorer cette arme et développent un nouveau modèle à compter de l'année suivante : le « Panzerbüchse 39 » (PzB 39).
Ce nouveau fusil anti-char possède une masse totale légèrement inférieure à son prédécesseur (12,6 kg). Afin d'augmenter sa cadence de tir, deux chargeurs d'une capacité de 10 cartouches chacun sont installés de part et d'autre du canon : ils servent uniquement de réserve pour que les tireurs réapprovisionnent l'arme plus rapidement. Sa production commence en 1940 et cesse une année plus tard : le PzB 39 reste en dotation jusqu'en 1944, date à laquelle il est progressivement retiré des lignes, s'avérant impuissant face aux blindés moyens alliés, même s'il est encore utile contre les véhicules légers.

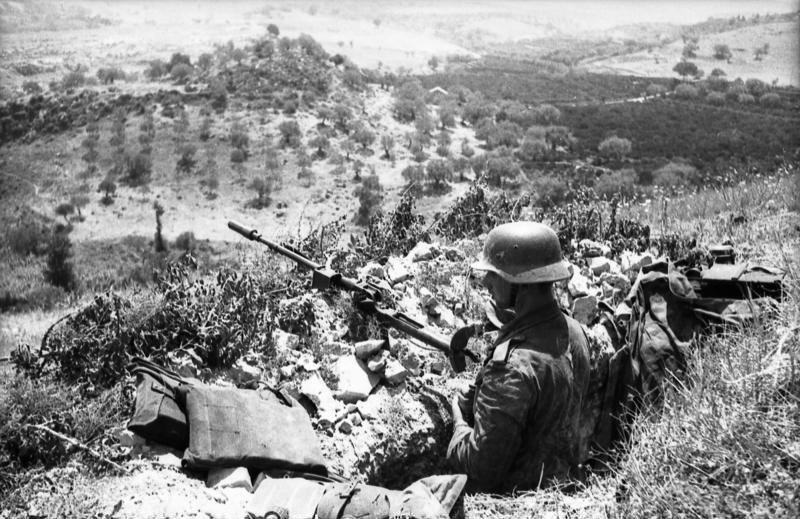
Position d'un landser servant un Granatbüchse.

Lorsque le fusil antichar est déclaré inefficace et obsolète, une modification profonde le transforme en lance-grenades Granatbüchse 39 (Gr.B.39) : le canon est raccourci à 590 mm, et surtout l'adjonction du tromblon lance-grenades Schiessbecher le destine au tir de la grenade antichar Gr.Gewehr-Panzergranate 40, uniquement,. La cartouche 318 plus puissante à balle en bois impose de renforcer le culot de la grenade qui peut percer jusqu'à 70 mm de blindage à plus de 200 m, soit des capacités deux fois plus importantes que le fusil antichar originel.  
28 023 Granatbüchsen furent fabriqués de décembre 1942 à la fin 1943. Bien que retirés en faveur d'armes plus efficaces comme les panzerfäuste, 116 exemplaires étaient encore disponibles au front à la fin de la guerre. 